# Glen Albyn
Glen Albyn war eine Whiskybrennerei in Inverness, Schottland, Großbritannien.

## Geschichte
Die Brennerei wurde am 10. Oktober 1844 von James Sutherland gegründet. Im November 1849 wurden Teile durch ein Feuer zerstört, die Destillerie konnte aber schon im Februar 1850 wieder produzieren. Ab 1855 sollte die Brennerei verkauft werden, aber da sich kein Käufer finden ließ, wurde sie 1866 stillgelegt und nur noch als Getreidemühle benutzt. Erst 1884 wurde sie von Gregory and Co. wieder zur Brennerei umgebaut. Zwischen 1917 und 1919 diente sie als US Marinestützpunkt und es wurden hier anstelle von Whisky Seeminen hergestellt. 1920 wurde die Brennerei von James Mackinlay und John Birnie (Mackinlay & Birnie Ltd.) übernommen, 1972 an Distillers Company Limited (DCL) verkauft, 1983 geschlossen und 1986 abgerissen. Auf dem Gelände steht heute ein Supermarkt.

## Produktion
Das Wasser der zur Region Highlands/Northern Highlands gehörenden Brennerei stammte, wie bei der gegenüberliegenden Glen Mhor, aus dem River Ness. Sie verfügte über eine Wash- (8000 l) und eine Spiritstill (7000 l), die von Fleming, Bennet & McLaren in Glasgow hergestellt und seit 1964 durch Dampf erhitzt wurden.